# ماشین متصل

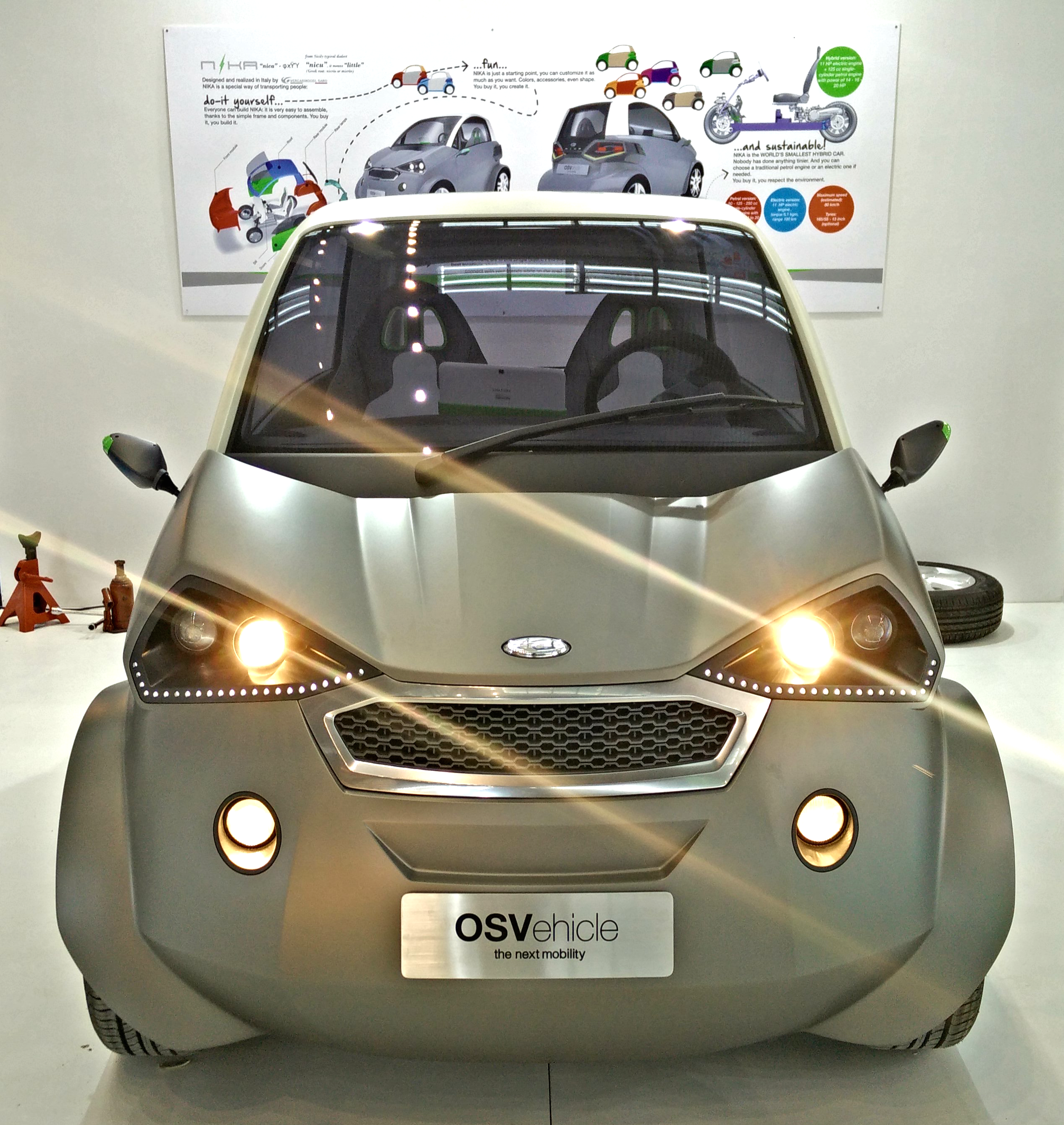
نیکا، اولین خودرو متصل.

خودرو متصل (به انگلیسی: Connected car)، خودرویی است که می‌تواند به صورت دو طرفه با سیستم‌های خارج از خودرو ارتباط برقرار کند. این امر به خودرو اجازه می‌دهد تا دسترسی به اینترنت و در نتیجه داده‌ها را با سایر دستگاه‌های داخل و خارج خودرو به اشتراک بگذارد.
خودرو به اینترنت دسترسی دارد و معمولاً به یک شبکه بی‌سیم محلی نیز مجهز است . که این اجازه را می‌دهد تا خودرو با به اشتراک‌گذاری دسترسی اینترنت با دستگاه‌های دیگر در داخل و خارج از خودرو ارتباط برقرار کند. اغلب، خودرو نیز با تکنولوژی‌های ویژه‌ای که به اینترنت یا شبکه بی‌سیم وصل شده‌است و مزایای بیشتری برای راننده را فراهم می‌کند. برای برنامه‌های کاربردی ایمنی حیاتی، پیش‌بینی می‌شود که اتومبیل‌ها نیز با استفاده از رادیو اختصاصی ارتباطات کوتاه (DSRC) متصل شوند، که در کانال 5.9GHz باند FCC با تأخیر بسیار کم عمل می‌کند.

## تاریخ خودروهای متصل شده از ۱۹۹۶ تاکنون
جنرال موتورز اولین سازنده خودرو بود که اولین ویژگی‌های مرتبط با خودرو متصل را در سال ۱۹۹۶ با OnStar در کادیلاک دیل، سویا و الدورادو به بازار عرضه کرد. OnStar توسط GM ایجاد شده‌است که با Motorola Automotive (که بعداً توسط Continental خریداری شد) کار می‌کرد. هدف اصلی ایمنی و کمک اورژانسی در هنگام تصادف بود؛ زودتر رسیدن کمک‌های پزشکی باعث افزایش احتمال زنده ماندنِ رانندگان و مسافران می‌شد، یک تماس تلفنی تلفن همراه می‌تواند به یک مرکز تماس متصل شود که نماینده کمک خواستن باشد.
در ابتدا OnStar تنها با صدا کار کرد، اما وقتی سیستم‌های تلفن همراه به سیستم اضافه شدند، سیستم توانست مکان GPS را به مرکز تماس ارسال کند. پس از موفقیت OnStar، بسیاری از خودروسازان با برنامه‌های ایمنی مشابه همراه شدند که معمولاً با یک آزمایش رایگان برای یک خودرو جدید و سپس پرداخت یک اشتراک پس از آزمایش همراه بود.
تشخیص از راه دور در سال ۲۰۰۱ معرفی شد. در سال ۲۰۰۳ خدمات خودرو متصل شده شامل گزارش‌های سلامت خودرو، جهت نوبت به نوبه خود و یک دستگاه دسترسی به شبکه بود. Telematics تنها برای اولین بار در سال ۲۰۰۷ ارائه شد.
در تابستان سال ۲۰۱۴، آئودی اولین سازنده برای دسترسی به نقاط دسترسی Wi-Fi 4G LTE بود و اولین انبوه‌سازی 4G LTE توسط جنرال موتورز بود.
تا سال ۲۰۱۵، OnStar یک میلیارد درخواست از مشتریان را پردازش کرد.

## دسته‌بندی برنامه‌ها
برنامه‌های کاربردی را می‌توان به دو دسته تقسیم کرد:
1. برنامه‌های کاربردی تک خودرو: محتوا در داخل خودرو و برنامه‌های کاربردی خدماتی که توسط یک وسیله نقلیه در ارتباط با یک ابر یا backoffice اجرا می‌شود.
2. برنامه‌های کاربردی ایمنی و بهره‌وری تعاونی: آن‌ها اتصال بین وسایل نقلیه (یا زیرساخت) را به‌طور مستقیم باید با کار کردن بر روی یک برند و مرزهای بین‌المللی بپردازند و نیازمند استانداردها و مقررات هستند. برخی برنامه‌های راحتی مثل دیگر ایمنی، که ممکن است نیاز به تنظیم داشته باشد.

مثال‌ها شامل موارد زیر می‌باشند:
1. برنامه‌های تک وسیله نقلیه: ویژگی‌های نگهبان که توسط خودروسازان یا برنامه‌ها ارائه می‌شود، زمان را برای رسیدن به موقع به راننده از یک تقویم هشدار می‌دهد و هشدارهای متنی برای دوستان یا همکاران کسب و کار می‌فرستد و زمان ورودتان را به آن‌ها هشدار می‌دهد. مانند BMW متصل به NA نیز برای پیدا کردن پارکینگ یا ایستگاه‌های گاز کمک می‌کند.[۷] eCall اروپا نمونه‌ای از یک برنامه ایمنی خودرو است که در اتحادیه اروپا اجباری است. [۸]
2. بهره‌وری کارایی تعاونی و بهره‌وری تعاونی: هشدار برخورد با جلو، خطای اخطار هشدار دهنده / خط‌کشی خط، هشدار نوردهای ترمز اضطراری، تشویق جنبش تقاطع، نزدیک شدن وسایل نقلیه اضطراری، هشدار کار جاده ای، اطلاع‌رسانی خودکار از سقوط، اطلاع از سرعت و هشدارهای ایمنی.[۹][۱۰]

بخش خودروهای متصل می‌تواند بیشتر به ۶ دسته مختلف تقسیم شود.
مدیریت تحرک: توابع که به راننده اجازه می‌دهد سریعاً، با خیال راحت و به شیوه‌ای مقرون به صرفه به مقصد برسند (به عنوان مثال: اطلاعات مربوط به ترافیک، کمک به پیدا کردن پارکینگ یا گاراژ، مصرف سوخت بهینه شده)
مدیریت وسایل نقلیه: توابع که به راننده در کاهش هزینه‌های عملیاتی و بهبود سهولت استفاده کمک می‌کند (به عنوان مثال: حالت خودرو و یادآوری سرویس، عملیات از راه دور، انتقال اطلاعات استفاده)
ایمنی: توابع که به راننده خطرات خارجی و پاسخ‌های داخلی وسیله به خطرات، را هشدار می‌دهد (به عنوان مثال: حالت خودرو و یادآوری سرویس، عملیات از راه دور، انتقال اطلاعات استفاده)
سرگرمی: توابع شامل سرگرمی راننده و مسافران (به عنوان مثال: رابط گوشی هوشمند، WLAN hot spot، موسیقی، ویدئو، اینترنت، رسانه‌های اجتماعی، دفتر موبایل)
کمک راننده: عملکردهایی که شامل رانندگی جزئی یا کاملاً اتوماتیک می‌شوند (به عنوان مثال: کمک عملی یا خودکار در ترافیک سنگین، در پارکینگ یا در بزرگراه‌ها)
خوشبختی: توابع شامل راحتی و توانایی راننده و تناسب اندام در رانندگی کردن (به عنوان مثال: تشخیص خستگی، تنظیمات محیطی اتوماتیک برای جلوگیری از هشدار راننده، کمک‌های پزشکی)

## برنامه‌های کاربردی یک وسیله نقلیه
خودروهای رایج شامل سیستم‌های ناوبری جاسازی شده، ادغام گوشی‌های هوشمند و بسته‌های چند رسانه‌ای می‌شوند. به‌طور معمول یک خودرو متصل شده پس از سال ۲۰۱۰ دارای یک واحد سرریز در واحد سرگرمی خودرو است که دارای سیستم دشنه‌ای است که از طریق آن راننده می‌تواند عملیات اتصالات را مشاهده کند یا مدیریت کند. انواع توابع‌هایی که می‌توانند ساخته شوند عبارتند از: پخش موسیقی / صوتی، برنامه‌های گوشی‌های هوشمند، ناوبری، کمک‌های کنار جاده ای، دستورهای صوتی، کمک / پیشنهادهای متنی / برنامه‌های پارکینگ، کنترل موتور و تشخیص خودرو.
در تاریخ ۶ ژانویه ۲۰۱۴، گوگل اعلام کرد تشکیل اتحادیه اتومبیل باز (OAA) یک اتحاد جهانی از رهبران تکنولوژی و صنعت خودرو متعهد به آوردن پلتفرم اندروید به اتومبیل‌ها در سال ۲۰۱۴ است. OAA شامل آئودی، GM، گوگل، هوندا، هیوندای و انویدیا.
در ۳ مارس ۲۰۱۴، اپل سیستم جدیدی را برای اتصال آیفون 5 / 5c / 5S به دستگاه‌های سرگرمی خودرو با استفاده از iOS 7 به اتومبیل از طریق یک اتصال رعد و برق، به نام CarPlay اعلام کرد.
Android Auto در تاریخ ۲۵ ژوئن ۲۰۱۴ اعلام شد تا راه را برای تلفن‌های هوشمند اندروید برای اتصال به سیستم‌های سرگرمی خودرو فراهم کند.
به‌طور فزاینده، ماشین‌های متصل (و مخصوصاً خودروهای الکتریکی) از افزایش استفاده از گوشی‌های هوشمند بهره می‌برند و برنامه‌ها برای برقراری ارتباط با خودرو از هر راه دور در دسترس هستند. کاربران می‌توانند اتومبیل‌های خود را باز کنند، وضعیت باتری را در اتومبیل‌های الکتریکی بررسی کنند، مکان‌های ماشین را پیدا کنند یا سیستم کنترل آب و هوا را از راه دور فعال کنند.
نوآوری‌هایی که تا سال ۲۰۲۰ معرفی می‌شوند شامل ادغام کامل برنامه‌های کاربردی گوشی‌های هوشمند، مانند اتصال تقویم گوشی‌های هوشمند، نمایش آن بر روی شیشه جلو اتومبیل خودرو و جستجو خودکار آدرس‌ها در سیستم ناوبری برای ورودی‌های تقویم است. در دراز مدت، سیستم‌های ناوبری در شیشه جلو و از طریق اطلاعات دیجیتالی پروژه واقعیت افزوده، مانند هشدارها و اطلاعات ترافیک، بر روی تصاویر واقعی از دیدگاه راننده، ادغام خواهند شد.
نوآوری‌های نزدیک در رابطه با مدیریت ارتباط با خودرو (VRM) مستلزم خدمات پیشرفته از راه دور، مانند ردیابی GPS و محدودیت‌های استفاده شخصی است. علاوه بر این، خدمات تعمیر و نگهداری مانند پیکربندی‌های بیش از حد هوا که نیازمند همکاری فروشندگان خودروها و مراکز خدماتی هستند، در حال توسعه هستند.
با وجود رانندگان بازارهای مختلف، موانعی وجود دارد که مانع پیشرفت نهایی خودرو متصل شده در چند سال گذشته شده‌است. یکی از این‌ها این واقعیت است که مشتریان تمایلی به پرداخت هزینه‌های اضافی مرتبط با اتصال جاسازی شده ندارند و به جای استفاده ازآن، از تلفن‌های هوشمند خود به عنوان راه حل برای نیازهای ارتباطی در خودرو خود استفاده می‌کنند. از آنجا که این مانع به احتمال زیاد ادامه خواهد یافت، حداقل در کوتاه مدت، تولیدکنندگان خودرو در تلاش به یکپارچه‌سازی گوشی‌های هوشمند برای رفع تقاضای مصرف‌کننده برای اتصال می‌پردازند.

## مصارف ایمنی و بهره‌وری
این خدمات مربوط به سیستم‌های پیشرفته راننده کمک (ADAS) است که به ورودی حسی بیش از یک وسیله نقلیه بستگی دارد و واکنش سریع را از طریق نظارت خودکار، هشدار، ترمز و فعالیت‌های فرمان ایجاد می‌کند. آن‌ها در ارتباطات فوری خودرو با خودرو، همچنین زیرساخت، عملکرد در سراسر مارک‌ها و مرزهای ملی و ارائه مقادیر متقابل و بین‌المللی از حریم خصوصی و امنیت، بستگی دارد. اداره ایمنی ترافیک ایالات متحده آمریکا (NHTSA) به همین دلیل برای اطلاع‌رسانی در مورد پیش‌نویس قوانین پیشنهادی (ANPRM) در ارتباطات V2V و بحث پرونده در کنگره ایالات متحده استدلال کرده‌است.. NHTSA در تاریخ ۱۳ دسامبر سال ۲۰۱۶، فرایند قانون‌گذاری را آغاز کرد و پیشنهاد کرد که فناوری ارتباطات کوتاه مدت (DSRC) را در وسایل نقلیه جدید مجوز دهد. تحت این قانون پیشنهادی، وسایل نقلیه یک بسته اطلاعات داده با عنوان «پیام ایمنی اساسی» (BSM) تا ده بار در ثانیه را نشان می‌دهد، نشان دهنده محل خودرو، سر و سرعت است. در ماه مارس سال ۲۰۱۷، GM اولین خودروساز آمریکایی بود که DSRC را به عنوان تجهیزات استاندارد در خودروی تولیدی، Cadillac CTS عرضه کرد. ایالات متحده نیز دارای استانداردهای مناسب - IEEE 802.11p - و قوانین فرکانس است. در اروپا یک فرکانس برای ایمنی حمل و نقل هماهنگ است و یک استاندارد هماهنگ، به نام ETSI ITS-G5، در جای خود قرار دارد. در اتحادیه اروپا فشار وجود ندارد که تولیدکنندگان خودرو را مجبور به معرفی اتصال کند. بحث در مورد چارچوب قانونی برای حفظ حریم خصوصی و امنیت در حال انجام است.
کاربرد برنامه‌های کاربردی تعاونی تکنولوژیکی می‌تواند اجرا شود. در اینجا چارچوب نظارتی مانع اصلی اجرا است؛ سوالاتی مانند حفظ حریم خصوصی و امنیت باید مورد توجه قرار گیرد. هفته‌نامه بریتانیا «اکونومیست» حتی استدلال می‌کند که موضوع تنظیم مقررات است.

## سخت‌افزار
سخت‌افزار مورد نیاز را می‌توان به سیستم‌های داخلی یا ساخته شده در سیستم تقسیم کرد. جعبه‌های مخابراتی ساخته شده در اغلب موارد از طریق یک ماژول GSM دارای یک اتصال اختصاصی به اینترنت هستند و در سیستم IT خودرو ادغام می‌شوند. اگر چه بیشتر خودروهای متصل شده در ایالات متحده از اپراتور GSM یا AT & T با سیمکارت GSM مانند مورد Volvo استفاده می‌کنند، اما برخی از اتومبیل‌هایی مانند سیستم Hyundai Blue Link با استفاده از اپراتور Verizon Wireless Enterprise، اپراتور CDMA غیر GSM استفاده می‌کنند.
اغلب دستگاه‌های ورودی در OBD (تشخیص درگاه) برای برق و دسترسی به داده‌های وسیله نقلیه متصل می‌شوند و می‌توانند به دو نوع اتصال تقسیم شوند:
سخت‌افزار بر روی گوشی‌های هوشمند مشتری برای اتصال به اینترنت یا سخت‌افزار اتصال اینترنت اختصاصی را از طریق ماژول GSM برقرار می‌کند.
تمام اَشکال سخت‌افزاری موارد استفاده معمولی به عنوان راننده دارد. راه حل‌های ساخته شده اغلب توسط قوانین ایمنی در اروپا برای یک تماس اضطراری خودکار (abbr. eCall) هدایت می‌شود. دستگاه‌های به دست آمده معمولاً بر روی یک بخش مشتری و یک مورد استفاده خاص تمرکز می‌کنند.

## بیشتر ببینید[en]
- Autonomous car
- V2X
- V2V
- IEEE 802.11p
- Car hacking
- Software update system s